# HD 96819
HD 96819 là tên của một ngôi sao đơn lẻ nằm trong chòm sao ở vùng xích đạo tên là Trường Xà. Trước đây nó có tên là 10 Crateris, nhưng tên này đã bị loại bỏ do nó không còn nằm trong chòm sao này nữa. Nguyên nhân là vị trí của các ngôi sao trong chòm sao đã được viết lại và xét các dữ liệu, nó phải thuộc chòm Trường Xà thì hợp lí hơn. Với cấp sao biểu kiến của nó là 5,43, ngôi sao này sẽ mờ nhạt, có ánh sáng màu trắng khi quan sát bằng mắt thường. Gía trị thị sai đo được từ trái đất cho ta thấy khoảng cách của nó và mặt trời của chúng ta là khoảng 182 năm ánh sáng . Xác suất nó là thành viên trong mối liên kết TW Hydrae là 98,7%.
Nó là một ngôi sao loại A nằm trong dãy chính với khối lượng khoảng gấp đôi mặt trời. Nó phát ra năng lượng gấp 20,66 lần mặt trời (có thể hiệu là chiếu sáng gấp 20,66 lần mặt trời) và nhiệt độ hiệu dụng nơi quang cầu của nó là 8,954 Kelvin. Bán kính của nó là 1,9 lần bán kính của mặt trời. HD 96819 hiện tại đang tiến hóa thành một sao khổng lồ màu đỏ mà quá trình của nó là 31,5%. Tuổi của nó là 9 triệu năm, khá trẻ và nó có thể là một ngôi sao biến quang .

## Dữ liệu hiện tại
Theo như quan sát, đây là một ngôi sao nằm trong chòm sao Trường Xà và dưới đây là một số dữ liệu khác:
Xích kinh 11h 08m 43.99954s
Độ nghiêng −28° 04′ 50.4127″
Cấp sao biểu kiến 5.43
Cấp sao tuyệt đối 1.61
Vận tốc hướng tâm 16.0 ± 7.4 km/s
Loại quang phổ A1V
Giá trị thị sai 17.97 ± 0.53